# Test C Cochrana
Test C Cochrana (ang. Cochran's C test) – test statystyczny służący do wykrywania obserwacji odstających (w górnej granicy rozkładu) w próbie losowej. Test jest również wykorzystywany do badania jednorodności wariancji. Test C Cochrana wykonywany jest w ramach przeprowadzania procedury ANOVA po to, aby sprawdzić, czy spełnione jest założenie o homogeniczności (lub homoskedastyczności) wariancji resztowych. Nazwa testu pochodzi od nazwiska amerykańskiego statystyka Williama Gemmella Cochrana.
Testu C Cochrana nie należy mylić z testem Q Cochrana.